# Morti nel 1501
| Questa pagina contiene informazioni ricavate automaticamente dalle voci biografiche con l'ausilio del template Bio e di un bot. L'aggiornamento è periodico e automatico e ricostruisce completamente la pagina. Se manca una persona in questa lista, sei pregato di non aggiungerla, ma accertati piuttosto che la sua voce biografica contenga il template Bio e che i dati anagrafici siano correttamente compilati. Se il template Bio manca, inseriscilo tu stesso o, in alternativa, metti l'avviso {{tmp\|Bio}} che ne segnala la mancanza. Se i dati riportati sono sbagliati, correggi direttamente la voce biografica; le modifiche saranno visibili in questa lista entro pochi giorni. Per chiarimenti vedi il progetto biografie. La lista contiene solo le 49 persone che sono citate nell'enciclopedia e per le quali è stato implementato correttamente il template Bio. Pagina aggiornata al 26 lug 2025. |

- 3 gennaio - Ali-Shir Nava'i, poeta, scrittore e linguista turco (n. 1441)
- 25 gennaio - Margherita di Baviera-Landshut, principessa (n. 1456)
- 27 gennaio - Thomas Langton, vescovo inglese
- 1º febbraio - Sigismondo di Baviera, nobile tedesco (n. 1439)
- 15 febbraio - Tommaso Portinari, banchiere e mecenate italiano (n. 1424)
- 26 febbraio - Giacomo Coltrini, architetto e pittore italiano
- 6 marzo - Antonio Maria Pico della Mirandola, militare italiano
- 28 marzo - Giovanni III de La Tour d'Auvergne, nobile (n. 1467)
- 22 aprile - Domenico della Rovere, cardinale e vescovo cattolico italiano (n. 1442)
- 8 maggio - Giovanni Battista Zeno, cardinale italiano
- 20 maggio - Colomba da Rieti, monaca cristiana italiana (n. 1467)
- 8 giugno - George Gordon, II conte di Huntly, nobile scozzese
- 16 giugno - Domenico Bonsi, giurista italiano (n. 1430)
- 17 giugno - Giovanni I Alberto di Polonia, re polacco (n. 1459)
- 13 luglio - Margherita di Sassonia, principessa (n. 1449)
- 5 agosto - Juan López, cardinale e arcivescovo cattolico spagnolo (n. 1454)
- 11 agosto - Ulrich von Frundsberg, militare tedesco
- 14 agosto - Luigi II di Montpensier, conte (n. 1483)
- 15 agosto - Costantino Lascaris, filologo e umanista bizantino (n. 1434)
- 15 agosto - Giuliana Puricelli, religiosa italiana (n. 1427)
- 16 agosto - Eleanor Beaufort, nobile inglese (n. 1431)
- 2 settembre - Gianfrancesco Sanseverino, nobile e condottiero italiano
- 20 settembre - Agostino Barbarigo, doge (n. 1419)
- 20 settembre - Thomas Grey, I marchese di Dorset, cavaliere medievale inglese (n. 1455)
- 6 novembre - Giovanni della Rovere, condottiero e politico italiano (n. 1457)
- 19 novembre - Amalia di Sassonia, nobildonna (n. 1436)
- 29 novembre - Francesco di Giorgio Martini, architetto, teorico dell'architettura e pittore italiano (n. 1439)
- 5 dicembre - Caterina Pico, nobildonna italiana (n. 1454)
- Gabriele Altilio, poeta, vescovo cattolico e umanista italiano (n. 1436)
- Bartolomeo di Giovanni, pittore italiano
- Barthélémi Chuet, vescovo cattolico svizzero
- Lucrezia Donati, nobile italiana
- Margaret Drummond, nobile scozzese
- Francesco Napoletano, pittore italiano
- Berthold Furtmeyr, pittore e miniatore tedesco (n. 1446)
- Robert Gaguin, filosofo e umanista francese (n. 1433)
- Antonia Giannotti, poetessa e drammaturga italiana
- Guidarello Guidarelli, mercenario italiano
- Mesih Pascià, politico e militare ottomano
- Jean Michel, drammaturgo, scrittore e medico francese (n. 1435)
- Giovanni Tommaso Moncada, nobile, politico e militare italiano (n. 1440)
- Jan Ostroróg, scrittore e politico polacco (n. 1436)
- Ippolita Sforza, nobile italiana (n. 1493)
- Somphu, sovrano laotiano (n. 1486)
- Lorenzo d'Alessandro, pittore italiano
- Guido II Torelli, religioso e condottiero italiano
- Guido Antonio Vespucci, politico italiano (n. 1436)
- Gil de Siloé, scultore spagnolo (n. 1440)
- Amedeo di Francesco da Settignano, architetto, ingegnere e scultore italiano (n. 1430)